# Automolis noctis
Automolis noctis är en fjärilsart som beskrevs av Druce 1910. Automolis noctis ingår i släktet Automolis och familjen björnspinnare. Inga underarter finns listade i Catalogue of Life.